# Asia Rugby Championship 2022
Die Asia Rugby Championship 2022 war ein Wettbewerb für asiatische Nationalmannschaften in der Sportart Rugby Union. Es handelte sich um die 33. Ausgabe der vom Verband Asia Rugby organisierten Rugby-Union-Asienmeisterschaft. Beteiligt waren 13 Mannschaften, die in vier Divisionen gegeneinander antraten (die vierte war zusätzlich in drei Gruppen unterteilt). Das Turnier der höchsten Division Top 3 zählte als Teil der Qualifikation für die Weltmeisterschaft 2023. Den Asienmeistertitel gewann zum dritten Mal Hongkong.

## Top 3
Das Turnier war ursprünglich für Mai 2021 geplant, musste aber aufgrund der COVID-19-Pandemie zunächst auf November 2019 verschoben werden. Es folgten daraufhin weitere Verschiebungen auf Februar und Mai 2022. Das Turnier begann schließlich im Juni, umfasste aber nur noch zwei Spiele: Der Sieger der Partie zwischen Südkorea und Malaysia traf im Finale auf Titelverteidiger Hongkong.
Playoff
| 4. Juni 2022 16:30 KST | Südkorea | 55 : 10        | Malaysia                                                                      | Namdong-Rugby-Stadion, Incheon Zuschauer: 5078 Schiedsrichter: Craig Chan (Hongkong) |
| 4. Juni 2022 16:30 KST | Versuche: HS Kim 5. erh. Chang 25. n.erh. Jeong 28. erh. Choi 47. erh. GM Kim (2) 58. n.erh., 64. erh. Shin 69. erh. Chae 74. erh. Erhöhungen: KM Kim (3/5) Oh (3/3) Straftritte: Oh (1/1) 12. | (22:3) Bericht | Versuche: Saukuru 79. erh. Erhöhungen: Zizi (1/1) Straftritte: Zizi (1/1) 14. | Namdong-Rugby-Stadion, Incheon Zuschauer: 5078 Schiedsrichter: Craig Chan (Hongkong) |

Finale
| 9. Juli 2022 17:00 KST | Südkorea                                                                                           | 21 : 23        | Hongkong | Namdong-Rugby-Stadion, Incheon Schiedsrichter: Tasuku Kawahara (Japan) |
| 9. Juli 2022 17:00 KST | Versuche: Choi 46. erh. KM Kim 63. n.erh. Erhöhungen: On (1/2) Straftritte: On (3/3) 60., 69., 75. | (0:15) Bericht | Versuche: Post 20. n.erh. Worley 36. erh. de Thierry 71. n.erh. Erhöhungen: Hughes (1/2) Straftritte: Hughes (1/2) 12. McNeish (1/2) 80.+3 | Namdong-Rugby-Stadion, Incheon Schiedsrichter: Tasuku Kawahara (Japan) |

## Division 1
Das Turnier sollte ursprünglich im Mai 2021 in Colombo stattfinden. Es wurde zunächst auf Oktober verschoben und schließlich ganz abgesagt.

## Division 2
Das Turnier sollte ursprünglich im März 2021 in Lahore stattfinden. Es wurde zunächst auf Ende des Jahres 2021 verschoben und begann schließlich im Mai 2022. Nach den Absagen von China und Taiwan nahmen nur zwei Mannschaften teil.
Ergebnisse
| 29. Mai 2022 | Pakistan | 15 : 20 | Thailand | Punjab-Stadion, Lahore |
| 29. Mai 2022 |          |         |          | Punjab-Stadion, Lahore |

| 1. Juni 2022 | Pakistan | 24 : 18 | Thailand | Punjab-Stadion, Lahore |
| 1. Juni 2022 |          |         |          | Punjab-Stadion, Lahore |

Pakistan steigt mit dem Gesamtergebnis von 39:38 auf.

## Division 3

### Westasien
| 10. Februar 2023 | Iran | 12 : 40 | Katar | Al-Aïn |
| 10. Februar 2023 |      |         |       | Al-Aïn |

### Zentralasien
Halbfinale
| 3. Juli 2022 | Usbekistan | 17 : 10 | Mongolei | Dolen-Omursakow-Stadion, Bischkek |
| 3. Juli 2022 |            |         |          | Dolen-Omursakow-Stadion, Bischkek |

| 3. Juli 2022 | Kirgisistan | 5 : 113 | Kasachstan | Dolen-Omursakow-Stadion, Bischkek |
| 3. Juli 2022 |             |         |            | Dolen-Omursakow-Stadion, Bischkek |

Finale
| 6. Juli 2022 | Usbekistan | 24 : 32 | Kasachstan | Dolen-Omursakow-Stadion, Bischkek |
| 6. Juli 2022 |            |         |            | Dolen-Omursakow-Stadion, Bischkek |

Spiel um Platz 3
| 6. Juli 2022 | Mongolei | 69 : 7 | Kirgisistan | Dolen-Omursakow-Stadion, Bischkek |
| 6. Juli 2022 |          |        |             | Dolen-Omursakow-Stadion, Bischkek |

Kasachstan steigt in die Division 2 auf.

### Südasien
|    | Land        | Spiele | Siege | Unent. | Ndlg. | Spiel- punkte | Diff. | Bonus- punkte | Tabellen- punkte |
| -- | ----------- | ------ | ----- | ------ | ----- | ------------- | ----- | ------------- | ---------------- |
| 1. | Indien      | 2      | 2     | 0      | 0     | 168:0         | + 168 | 2             | 10               |
| 2. | Bangladesch | 2      | 1     | 0      | 1     | 43:94         | − 51  | 1             | 5                |
| 3. | Nepal       | 2      | 0     | 0      | 2     | 12:129        | − 117 | 0             | 0                |

4 Tabellenpunkte für Sieg, 2 Tabellenpunkte für Unentschieden, 1 Bonuspunkt bei vier oder mehr Versuchen, 1 Bonuspunkt bei Niederlage mit weniger als sieben Zählern Differenz.
| 19. November 2022 | Indien | 86 : 0 | Nepal | Rabindra-Sarobar-Stadion, Kalkutta |
| 19. November 2022 |        |        |       | Rabindra-Sarobar-Stadion, Kalkutta |

| 22. November 2022 | Nepal | 12 : 43 | Bangladesch | Rabindra-Sarobar-Stadion, Kalkutta |
| 22. November 2022 |       |         |             | Rabindra-Sarobar-Stadion, Kalkutta |

| 25. November 2022 | Indien | 82 : 0 | Bangladesch | Rabindra-Sarobar-Stadion, Kalkutta |
| 25. November 2022 |        |        |             | Rabindra-Sarobar-Stadion, Kalkutta |